# Лейк-Вейлс
Лейк-Вейлс (англ. Lake Wales) — місто (англ. city) в США, в окрузі Полк штату Флорида. Населення — 16 361 особа (2020). Входить до столичного району Лейкленд-Вінтер-Хейвен.

## Географія
Лейк-Вейлс розташований в центральній Флориді, на захід від озера Кіссіммі та на схід від Тапи, за координатами 27°55′15″ пн. ш. 81°35′58″ зх. д. / 27.92083° пн. ш. 81.59944° зх. д. (27.920708, -81.599499). За даними Бюро перепису населення США в 2010 році місто мало площу 51,69 км², з яких 48,41 км² — суходіл та 3,27 км² — водойми.

## Історія

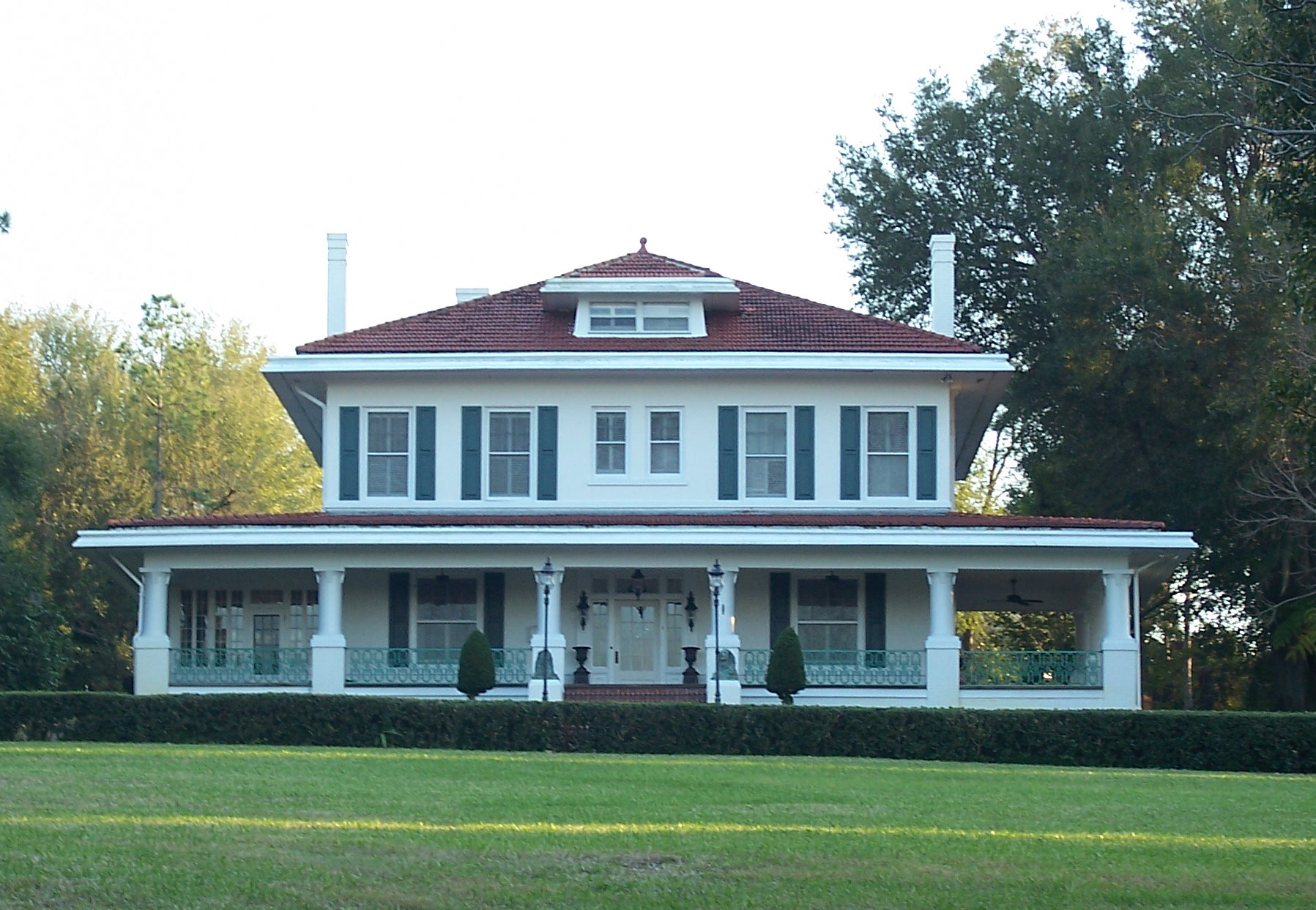
The B. K. Bullard House

Місто Лейк-Вейлс було засноване в 1911—1912 роках. У 1925 році залізнична лінія Атлантичного узбережжя побудувала нову лінію сполучення від Хейнс до міста Еверглейдс. На цій лінії біля Лейк-Вейлс було відкрито депо. Місто Лейк-Вейлс було офіційно зареєстровано у квітні 1917 року.
У 2004 році Лейк-Вейлс зазнало наслідків трьох ураганів, які пройшли через цей район: ураган Чарлі, Ураган Френсіс і Ураган Жанна. Три урагани завдавали шкоду району Лейк-Вейлс протягом 44 днів. У 2017 році ураган Ірма приніс ще більше шкоди в місті Лейк-Вейлс .

### Землі дикої природи та довкілля
Заповідник Грассі Лейк-Вейлсу — це заповідник на 185 акрів (0,75 кілометрів квадратних), розташований позаду початкової школи Джані Говарда Вілсона.

## Демографія
Згідно з переписом 2010 року, у місті мешкало 14 225 осіб у 5790 домогосподарствах у складі 3778 родин. Густота населення становила 275 осіб/км². Було 6900 помешкань (133/км²).
Расовий склад населення:
| - 65,0 % — білих - 27,5 % — чорних або афроамериканців - 0,8 % — азіатів - 0,5 % — корінних американців - 0,1 % — вихідців з тихоокеанських островів - 3,9 % — осіб інших рас |

До двох чи більше рас належало 2,3 %. Частка іспаномовних становила 15,6 % від усіх жителів.
За віковим діапазоном населення розподілялося таким чином: 23,8 % — особи молодші 18 років, 53,2 % — особи у віці 18—64 років, 23,0 % — особи у віці 65 років та старші. Медіана віку мешканця становила 42,1 року. На 100 осіб жіночої статі у місті припадало 89,9 чоловіків; на 100 жінок у віці від 18 років та старших — 85,1 чоловіків також старших 18 років.
Середній дохід на одне домашнє господарство становив 47 370 доларів США (медіана — 36 296), а середній дохід на одну сім'ю — 57 256 доларів (медіана — 45 617). Медіана доходів становила 36 177 доларів для чоловіків та 26 366 доларів для жінок. За межею бідності перебувало 28,9 % осіб, у тому числі 48,1 % дітей у віці до 18 років та 6,9 % осіб у віці 65 років та старших.
Цивільне працевлаштоване населення становило 5023 особи. Основні галузі зайнятості: освіта, охорона здоров'я та соціальна допомога — 21,4 %, мистецтво, розваги та відпочинок — 14,0 %, роздрібна торгівля — 13,8 %.

## Місцеві пам'ятки
- Річковий курорт Camp Mack's River [Архівовано 28 вересня 2019 у Wayback Machine.]
- Spook Hill[en], оптична ілюзія, яка змушує автомобіль нейтрально виглядати так, ніби він їде в гору (сила тяжіння)
- Grove House [Архівовано 7 грудня 2019 у Wayback Machine.], центр для відвідувачів сільськогосподарського кооперативу Флорида Природний (розташований навпроти переробного заводу компанії).
- Шале Сюзанна Ця визначна пам'ятка закрита.
- Святиня Святої Анни.

## Відомі люди
- Едуард Бок, редактор журналу « Жіночий дім», помер у Лейк-Вейлс в 1930 році.
- Пат Бордерс[en] , 1992 р. MVP Всесвітньої серії, за сумісництвом мешканець Лейк-Вейлс та випускник середньої школи Лейк-Вейлсу.
- Вольт Фолкнер[en], водій гоночного автомобіля, жив у Лейк-Вейлс з 1926 по 1936 рік
- Маріо Госселін[en], водій / власник серії вантажних автомобілів NASCAR Camping, живе і керує своїм магазином гонок у Лейк-Вейлсі.
- Домінік Джонс[en], гравець NBA, народився та відвідував середню школу у Лейк-Вейлсі.
- Томас Венделл Маквей, міський голова 1953-54
- Амарье Стоудемір, гравець NBA, зараз грає за Хапоель Єрусалим із ізраїльської прем'єр-ліги з баскетболу та Єврокубку.

## Транспорт
- Шлях штату 60 — Також відомий як Гесперід-роуд, він веде на схід до Флориди Тріппік і Веро-Біч . На захід шосе веде до Бартову та регіону затоки Тампа.
- Державна дорога 17 — мальовнича шосе, що проходить через центр міста, паралельно США 27 на південь та на північ від міста Хейнс

Муніципальний аеропорт Лейк-Вейлс (FAA LID: X07) — аеропорт для громадського користування, що знаходиться в 2 милях (3,2 км) на захід від центрального району міста в окрузі Полк, штат Флорида, США. Аеропорт знаходиться у державній власності.

## Освіта
Лейк-Вейлс — це дванадцять шкіл, шість з яких є статутними, три з яких — традиційні державні школи та три приватні школи.
Академія Bok Middle Middle відкрилася восени 2008 року. Середня школа Маклафліна та Академія образотворчих мистецтв, Академія лідерства та прикладних технологій Рузвельта та початкова школа Споук-Хілл все ще є традиційними державними школами. Лютеранська школа Лейк-Вейлсу, Християнська академія при свічках, і школа Авангард є приватними.
У районі проживають 4675 студентів: 56,56 % білих, 31,38 % афроамериканці, .3 % азіати, 11,66 % латиноамериканців та .11 % корінної Америки.
Лейк-Вейлс також є домом Університету Варнера та Міжнародного університету Вебера.

## Пенсійні села
Лейк-Вейлс має кілька пенсійних сіл. Деякі з них знаходяться за межами міста, але вважаються частиною Лейк-Вейлс, оскільки це найближче місто. Курорт Saddlebag Lake знаходиться в п'яти милях на схід від Лейк-Вейлсу. Налькрест і Озерний берег, розташовані дев'ять миль на схід, та Індійські озера в 20 милях від Лейк-Вейлс. Останні чотири розташовані на дорозі Гесперидес. У найближчому районі також є кілька менших сіл та пенсійних парків.